# Santer - en dreng fra Sri Lanka 1. Santer får en drage
|  | Denne artikel er oprettet af botten Steenthbot ud fra en ekstern database. Den kan derfor have sproglige fejl eller mangler. Denne skabelon kan fjernes efter kontrol af indholdet. |

Santer - en dreng fra Sri Lanka 1. Santer får en drage er en dansk dokumentarfilm fra 1980 instrueret af Leif Jappe.

## Handling
Bedstefar bygger en drage til Santer. På flodbredden leger Santer med sin drage. Dragen flyver fra ham og lander i junglen. Da han finder dragen, bliver han overrasket af en cobraslange og kan ikke få fat på sin drage. Santer kommer for sent hjem, bliver skældt ud og kommer på hovedet i seng. Næste dag opsøger han en slangetæmmer. Slangetæmmeren fanger slangen, og Santer får fat på sin drage. Bedstefar bliver glad, da han ser ham komme tilbage med dragen. Egnet til børn fra 4 år.